# Air Seychelles

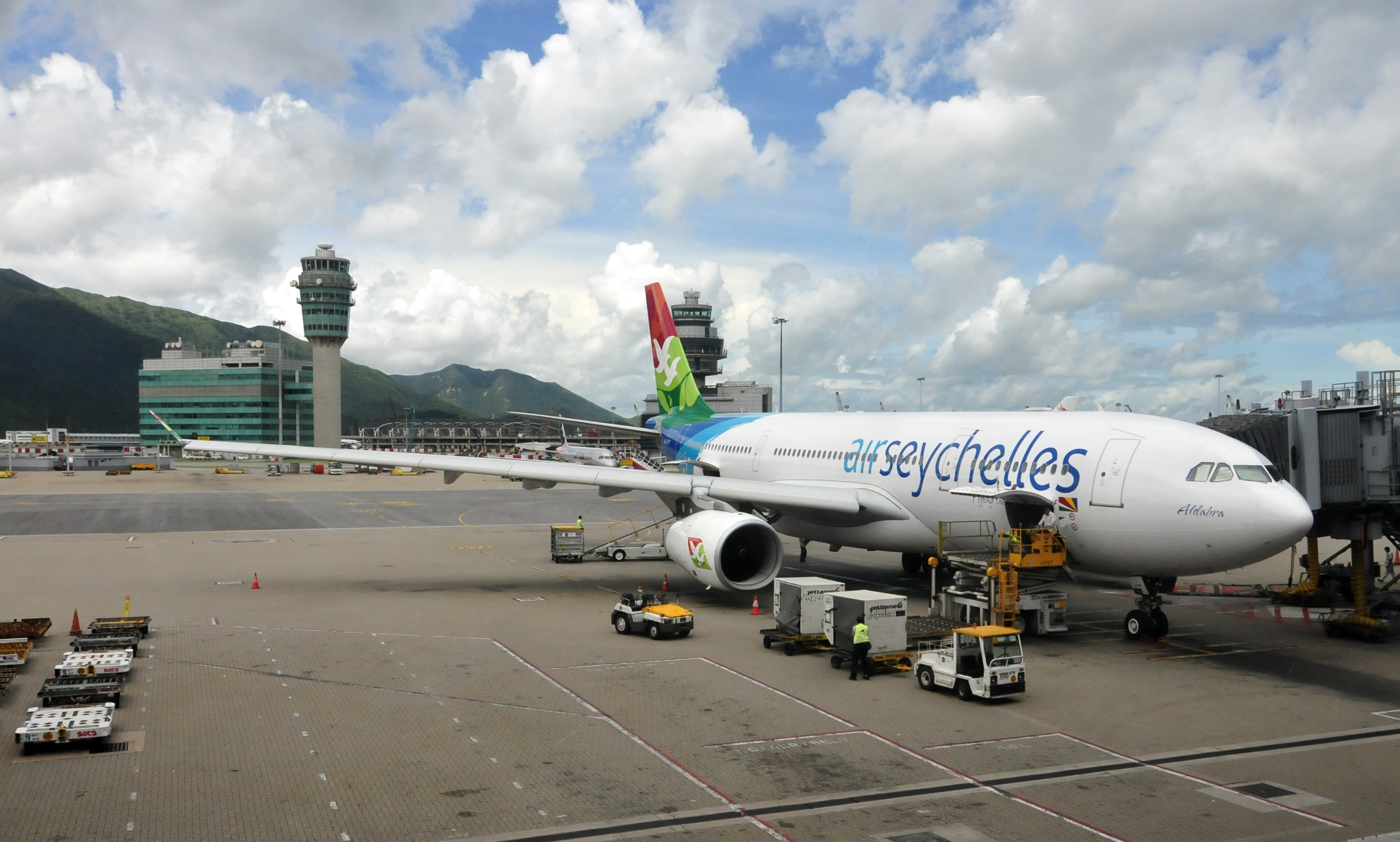
Airbus A 330-200 Air Seychelles

Air Seychelles (mã IATA = HM, mã ICAO = SEY) là hãng hàng không quốc gia của Seychelles, trụ sở ở Mahé. Hãng có các tuyến đường liên đảo và quốc tế. Căn cứ chính của hãng là Sân bay quốc tế Seychelles, Mahé.

## Lịch sử
Hãng được thành lập ngày 15.9.1977 dưới tên "Seychelles Airlines". Tháng 9/1978 hãng đổi tên thành Air Seychelles. Hãng bắt đầu mở các tuyến đường quốc tế năm 1983 tới Frankfurt và London. Hãng do chính phủ Seychelles làm chủ và có 663 nhân viên. Hãng hiện có đội máy bay Boeing 767 (300ER/200ER) sử dụng cho mạng lưới quốc tế với 2 hạng vé: hạng Pearl (J/Business) và hạng Economy (Y). Hãng cũng là đại lý lớn nhất cho mọi hãng hàng không ở Sân bay quốc tế Seychelles.

## Các nơi đến

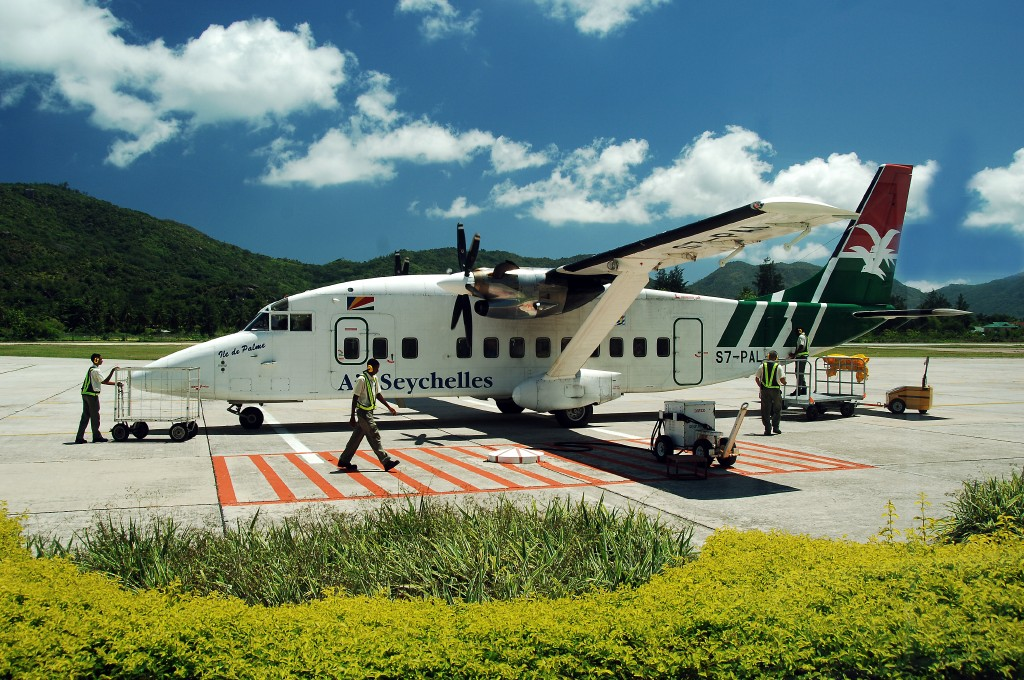
Máy bay Shorts 360 của Air Seychelles

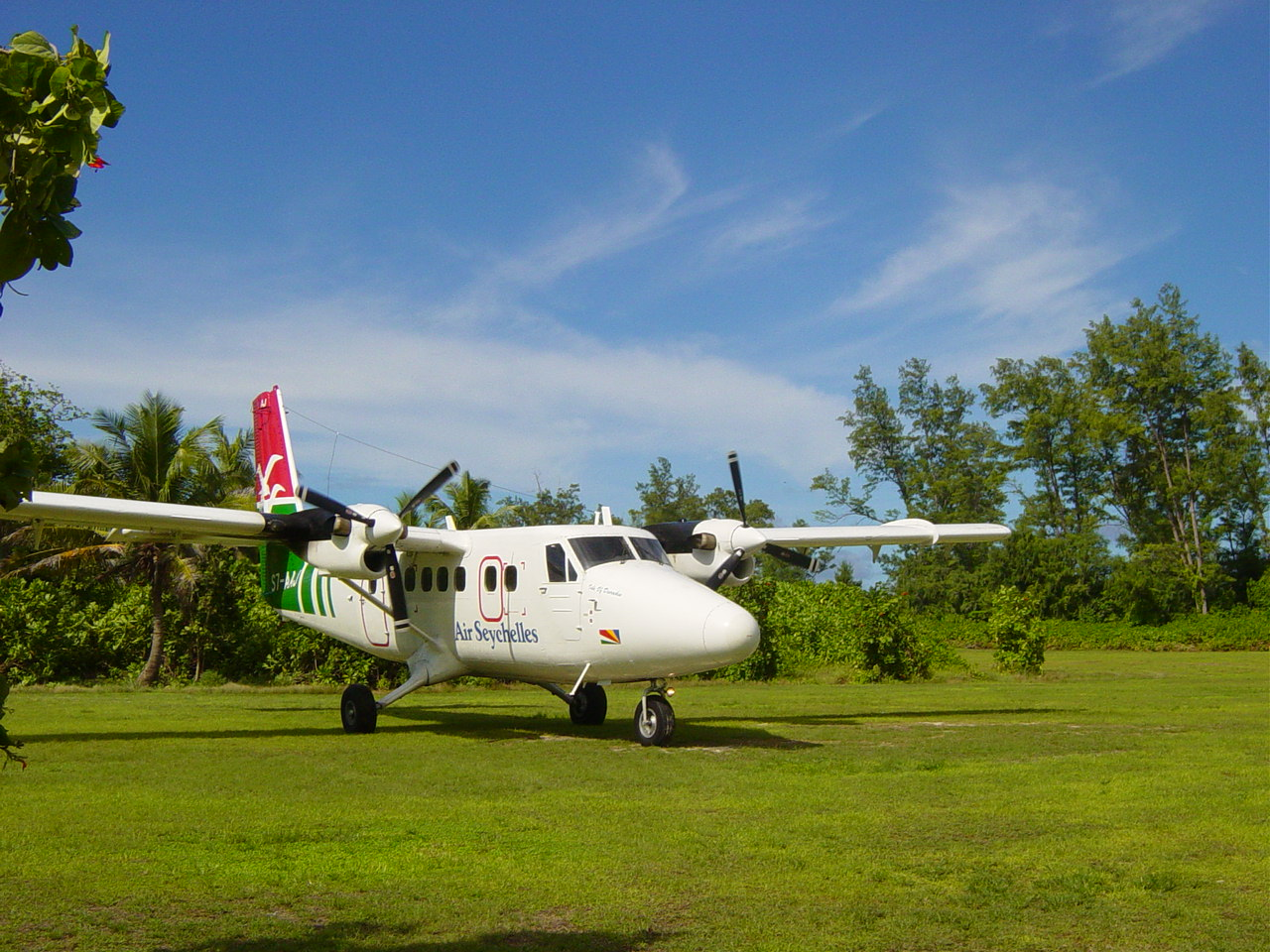
Máy bay của Air Seychelles trên Sân bay Bird Island

##### châu Phi
- Johannesburg (Sân bay OR Tambo)
- Mauritius (Sân bay Sir Seewoosagur Ramgoolam)

##### Seychelles
- Mahé (Sân bay quốc tế Seychelles)
- Praslin (Sân bay Praslin Island)

##### châu Á
- Bangkok (Sân bay Suvarnabhumi) [chấm dứt 23/6]
- Singapore (Sân bay Changi) [phục hồi 30/6]
- Malé (Sân bay Hulhulé) [phục hồi 26/10]
- Mumbai (Sân bay Chhatrapati Shivaji) [phục hồi 26/10]

##### châu Âu
- London (Sân bay Heathrow)
- Milano (Sân bay Milano-Malpensa)
- Paris (Sân bay quốc tế Charles de Gaulle)
- Roma (Sân bay quốc tế Leonardo da Vinci)

## Đội máy bay
(Ngày 10.7.2008) :
- 2 Boeing 767-200ER
- 3 Boeing 767-300ER (1 doLOT Polish Airlines điều hành)
- 2 Shorts 360-300
- 3 De Havilland Canada DHC-6 Twin Otter-300

Đang đặt mua:
- 2 Boeing 787-8
- 2 De Havilland Canada DHC-6 Twin Otter-400[2]

Air Seychelles đã trả các máy bay Boeing 737-700 thuê, cho International Lease Finance Corporation (ILFC) trong tháng 4/2005 để hợp lý hóa mạng lưới các tuyến đường. Đội máy bay hiện có 3 Boeing 767s, 2 Short 360 và 3 Twin Otters.
Air Seychelles có ý định thay 2 máy bay Boeing 767 bằng 2 Boeing 787-8 thuê của International Lease Finance Corporation trong năm 2010.

## Đội máy bay ngưng sử dụng
- 1 Airbus A300B4
- 2 Boeing 707-320
- 1 Boeing 737-700
- 1 Boeing 757